# Bonamia boliviana
Bonamia boliviana är en vindeväxtart som beskrevs av O'donell. Bonamia boliviana ingår i släktet Bonamia och familjen vindeväxter. Inga underarter finns listade i Catalogue of Life.